# Plataforma Gagarin

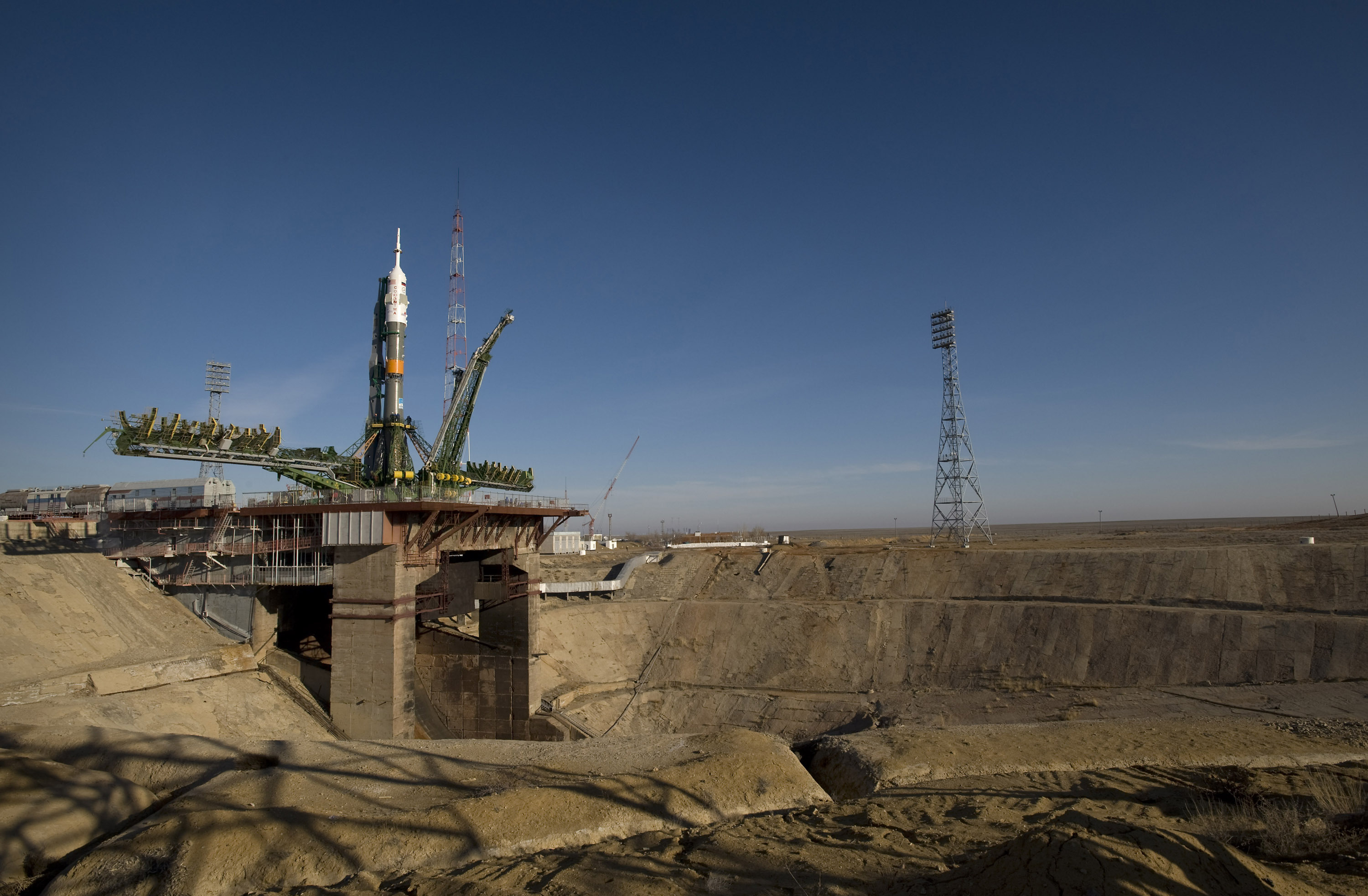
Trincheira de chamas da Plataforma Gagarin

Plataforma Gagarin em russo Гагаринский старт, literalmente Lançador Gagarin, é uma das plataformas de lançamento do Cosmódromo de Baikonur no Cazaquistão, usada no programa espacial soviético, e hoje em dia administrado pela Agência Espacial Federal Russa em um acordo de locação com o governo cazaque.
O nome atual, foi atribuído em menção ao fato de ter sido dela que partiu o primeiro voo tripulado ao espaço. O astronauta Yuri Gagarin executou a proeza a bordo da espaçonave Vostok 1 em 1961. O local também é conhecido como Local No.1 (em russo Площадка №1), pelo fato de ser a primeira do seu tipo. Ela também é eventualmente referenciada como: NIIP-5 LC1, Baikonur LC1 ou GIK-5 LC1.

## Histórico
Em 17 de Março de 1954, o Conselho de Ministros da União Soviética ordenou a vários ministérios que selecionassem um local para um campo de provas para testar o foguete R-7 até Janeiro de 1955. Uma comissão especial de reconhecimento, avaliou varias possíveis regiões e selecionou Tyuratam na RSS Cazaque. Esta seleção foi aprovada em 12 de Fevereiro de 1955 pelo conselho de Ministros, com a meta de terminar a construção em 1958.
O trabalho na construção da Plataforma No.1 teve início em 20 de Julho de 1955 por engenheiros militares. Dia e noite, mais de 60 enormes caminhões trabalharam no local; 15.000 m3 de terra foram escavados e removidos por dia, com um volume total estimado de 750.000 m3. Durante o inverno, explosivos eram muito empregados nas escavações. No final de Outubro de 1956, todos os prédios básicos e infraestrutura primária para os testes do R-7 estavam concluídas.
O prédio de integração e testes, em russo Монтажно-испытательный корпус, (sem tradução: Montazhno-ispytatel'nyj korpus), batizado de "Local No.2", foi construído, e um trecho especial de ferrovia ligando este prédio ao "Local No.1" onde ficava a plataforma. Em Abril de 1957, todos os trabalhos remanescentes estavam completos e o conjunto estava pronto para os primeiros lançamentos.
O míssil R-7 fez sua viagem inicial da LC-1 no dia 15 de maio de 1957. Dia 4 de outubro de 1957, a plataforma foi usada para lançar o primeiro satélite artificial do mundo, Sputnik 1. Voos tripulados lançados desta base incluem os de Yuri Gagarin, Valentina Tereshkova e várias outras missões voo espacial tripulado, incluindo todos os voos Soviéticos e Russos para a Mir. A plataforma também foi usada para lançar as naves do Programa Luna, Programa Marte, Programa Venera, vários satélites Cosmos e outros. De 1957 até 1966, a base armazenava ICBMs nucleares prontos para lançamento além do lançamento de naves; até meados da década de 2000, ocorreram mais de 400 lançamentos da base. O 500º lançamento dessa base foi a Soyuz TMA-18M dia 2 de setembro de 2015.
Em 1961, o aumento do número de lançamentos do programa espacial soviético resultou na abertura duma base irmã em baikonur, LC-31/6. LC-1 tem sido a plataforma principal para voos tripulados, com voos ocasionais da Soyuz saindo da LC-31/6.
LC-1 foi danificada várias vezes por explosões de foguetes durante seus anos iniciais. Em 2016, o acidente mais recente que ocorreu na plataforma foi a tentativa de lançamento da Soyuz T-10-1 em setembro de 1983, que acabou num desastre quando o foguete pegou fogo nos preparativos de pré-lançamento e explodiu, causando um dano severo que deixou a LC-1 inoperável por quase um ano.
De 2019, a Plataforma Gagarin realizou mais dois voos tripulados em julho e setembro, antes de ser aposentada pelo governo Russo devido à falta de orçamento. Seu último lançamento foi a Soyuz MS-15 e os governos russo e cazaque visavam modernizar a plataforma com apoio do investimento dos Emirados Árabes Unidos. Porém, devido a invasão da Ucrânia pela Rússia, o investimento foi retirado, fazendo com que em 2023 a Rússia e a Ucrânia dissidissem converter a plataforma em um museu. Entretanto, as missões tripuladas usarão o novo foguete Soyuz-2, que é lançado da Área 31. A primeira missão tripulada da Área 31 desde 2012 foi a Soyuz MS-16, em 2020.

## Galeria

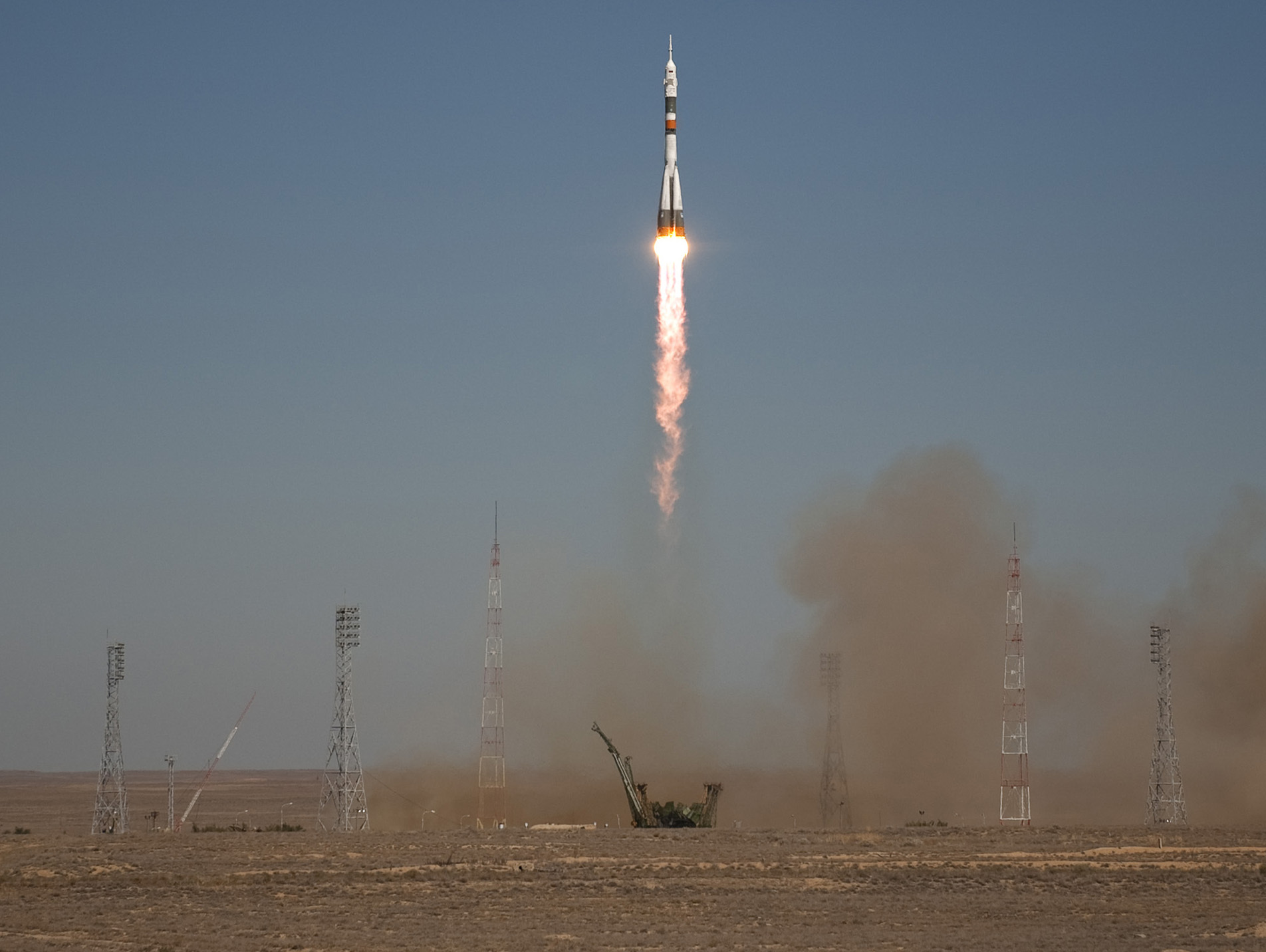
Soyuz TMA-16 lança da Plataforma Gagarin dia 30 de setembro de 2009, a caminho da Estação Espacial Internacional.
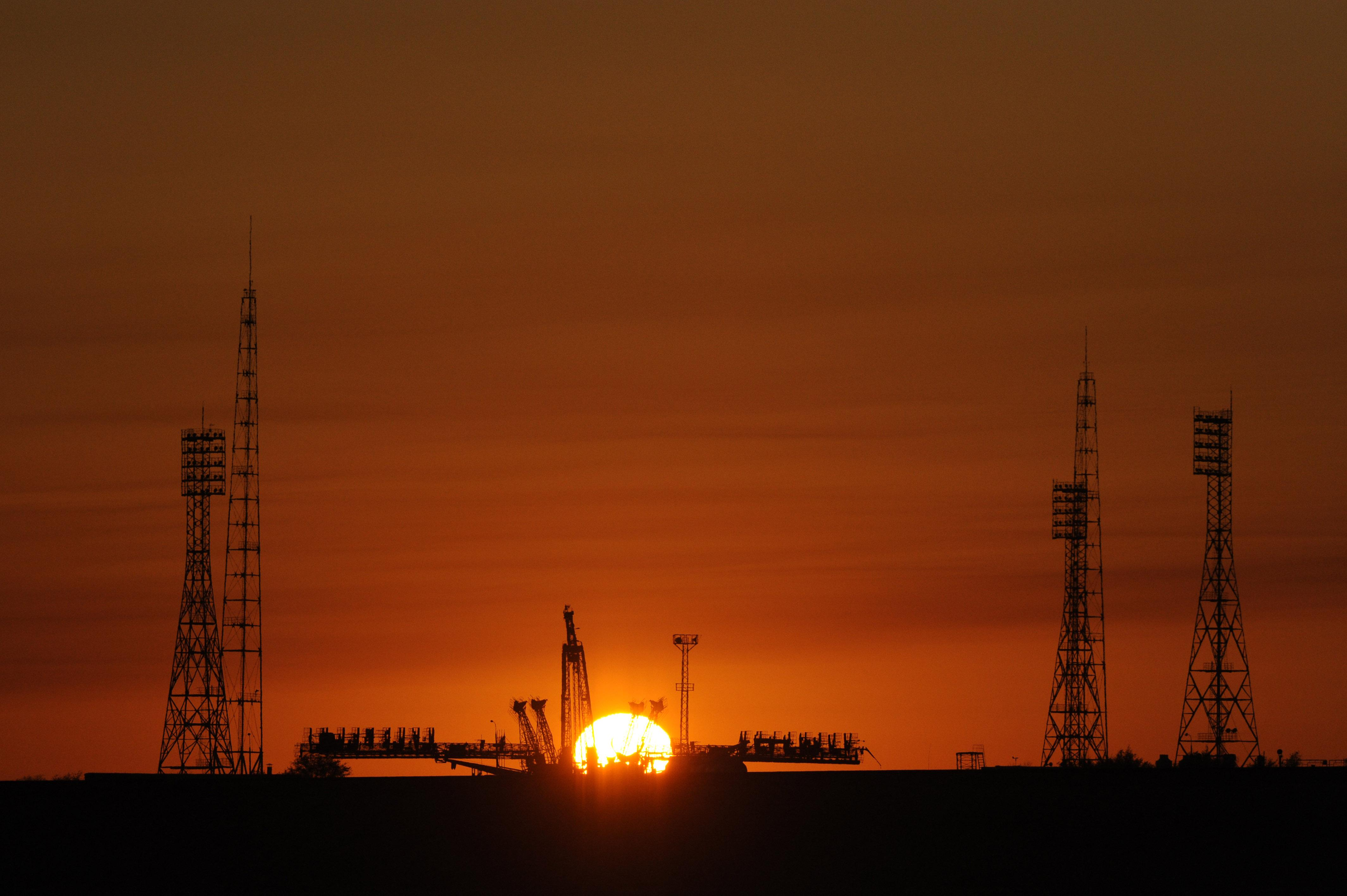
Nascer do sol na plataforma antes da rolagem da Soyuz TMA-13, dia 10 de outubro de 2008.
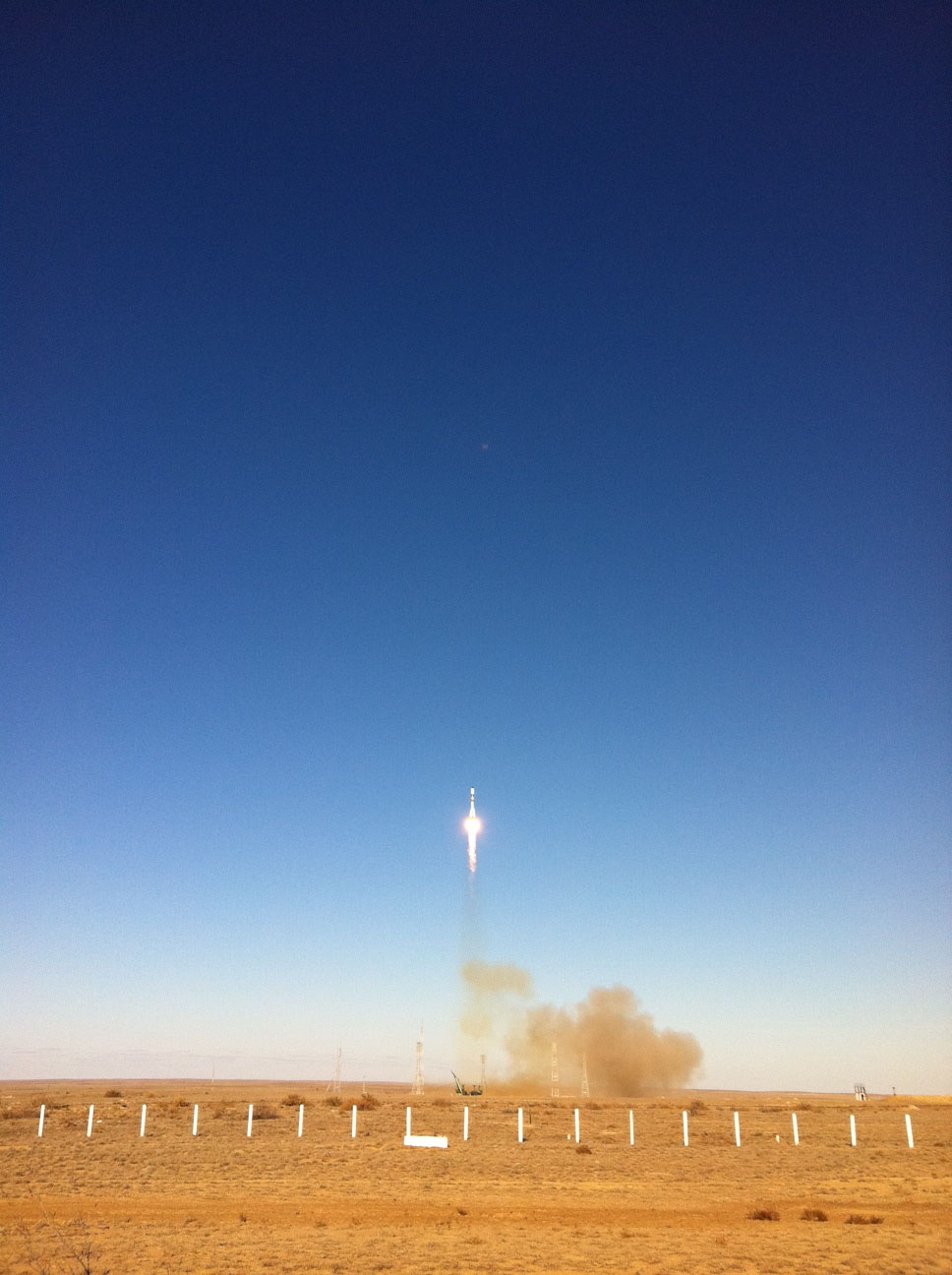
Lançamento da Progress M-13M dia 30 de outubro de 2011.
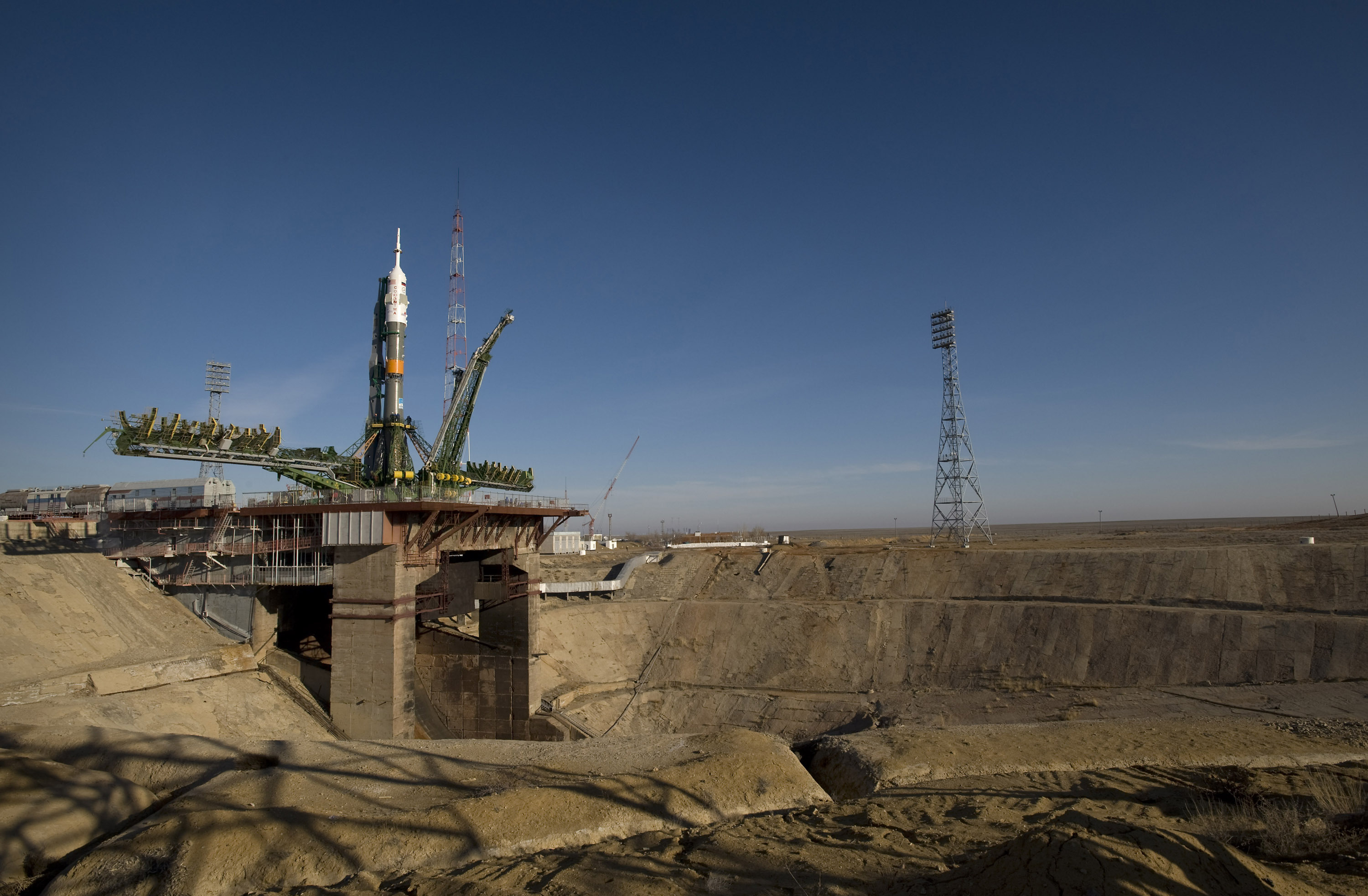
A trincheira de chama da Plataforma Gagarin